# Kangal (cão)
O kangal (em turco:  Sivas Kangal köpeği) é uma antiga raça de cães guardiã de rebanhos, originária do distrito de Kangal na província de Sivas, Turquia. Este tipo de cão foi descrito pela primeira vez por Evliya Çelebi, no século XVII. Acredita-se que estes cães de grande porte foram trazidos para a região da Turquia e cercanias pelos Otomanos que utilizavam seus possíveis ancestrais como cães de guerra.

## Características
O kangal é um cão molosso com pelagem amarelo-claro com máscara negra. São aceitáveis algumas marcas brancas pequenas ou áreas sombreadas nas patas e cauda.
Há variações em relação a peso e altura, cada entidade cinológica possui um padrão diferente em relação a essas medidas. Na Turquia é exigido altura de 65 a 78 cm na cernelha, aceitando até 2 centímetros para mais ou para menos. O padrão seguido pelo United Kennel Club, dos Estados Unidos, estabelece altura de 76 a 81 centímetros na cernelha para machos; e de 71 a 76 centímetros para fêmeas. Ainda de acordo com o UKC, o peso dos machos varia entre 50 e 66 kg, e o das fêmeas entre 41 e 54 kg, aproximadamente. Geralmente têm as orelhas cortadas de forma primitiva ainda quando filhotes com poucos dias de nascidos.

## Temperamento
O kangal foi e ainda é utilizado para proteger rebanhos contra o ataque de predadores (lobos, ursos, leopardos e cães assilvestrados), e portanto, apresenta notória agressividade contra outros animais, principalmente contra outros cães. Apesar de algumas especulações à respeito de seu temperamento, o kangal não demonstra ser territorialista contra humanos, apenas contra outros animais.[carece de fontes?] Sendo assim,  considera-se que a raça não deve possuir instinto de guarda contra pessoas estranhas, a menos que seu dono seja ameaçado.[carece de fontes?] Comportamento agressivo contra pessoas ou contra animais de criação, não é admitido pelos criadores. O kangal é um cão independente, inteligente, rústico, corajoso e leal ao dono.
O padrão seguido pelo united Kennel Club, relata:

O Kangal típico é antes de tudo um cão guardião de rebanhos e possui um temperamento típico de tais cães - alerta, territorial e protetor com animais domésticos ou a família humana a que se ligou. O cão kangal tem a força, a velocidade e a coragem para interceptar e enfrentar ameaças aos rebanhos de ovelhas e cabras que guarda, tanto na Turquia como no Novo Mundo. Cães kangal preferem intimidar predadores, mas poderá confrontar fisicamente e até mesmo atacar se necessário. O kangal tem uma agressividade instintiva contra cães estranhos, mas não são tipicamente agressivos em relação às pessoas. Eles são um pouco reservados com estranhos, porém leais e afetuosos com a família.— Padrão da raça pelo United Kennel Club
Combates entre cães kangal são realizados de forma tradicional para testar as habilidades combativas necessárias para o enfrentamento de predadores.